# Municipio di Vaasa
Il Municipio di Vaasa (Vaasan kaupungintalo in finlandese, Vasa stadshus in svedese) è un edificio storico della città di Vaasa in Finlandia, sede del governo locale.

## Storia
L'edificio venne eretto tra il 1879 e il 1883 secondo il progetto dell'architetto svedese Magnus Isaeus.

## Descrizione
Le fondamenta e i muri dell'edificio sono realizzate in mattone mentre il solaio del mezzanino e il tetto sono in legno.

## Galleria d'immagini

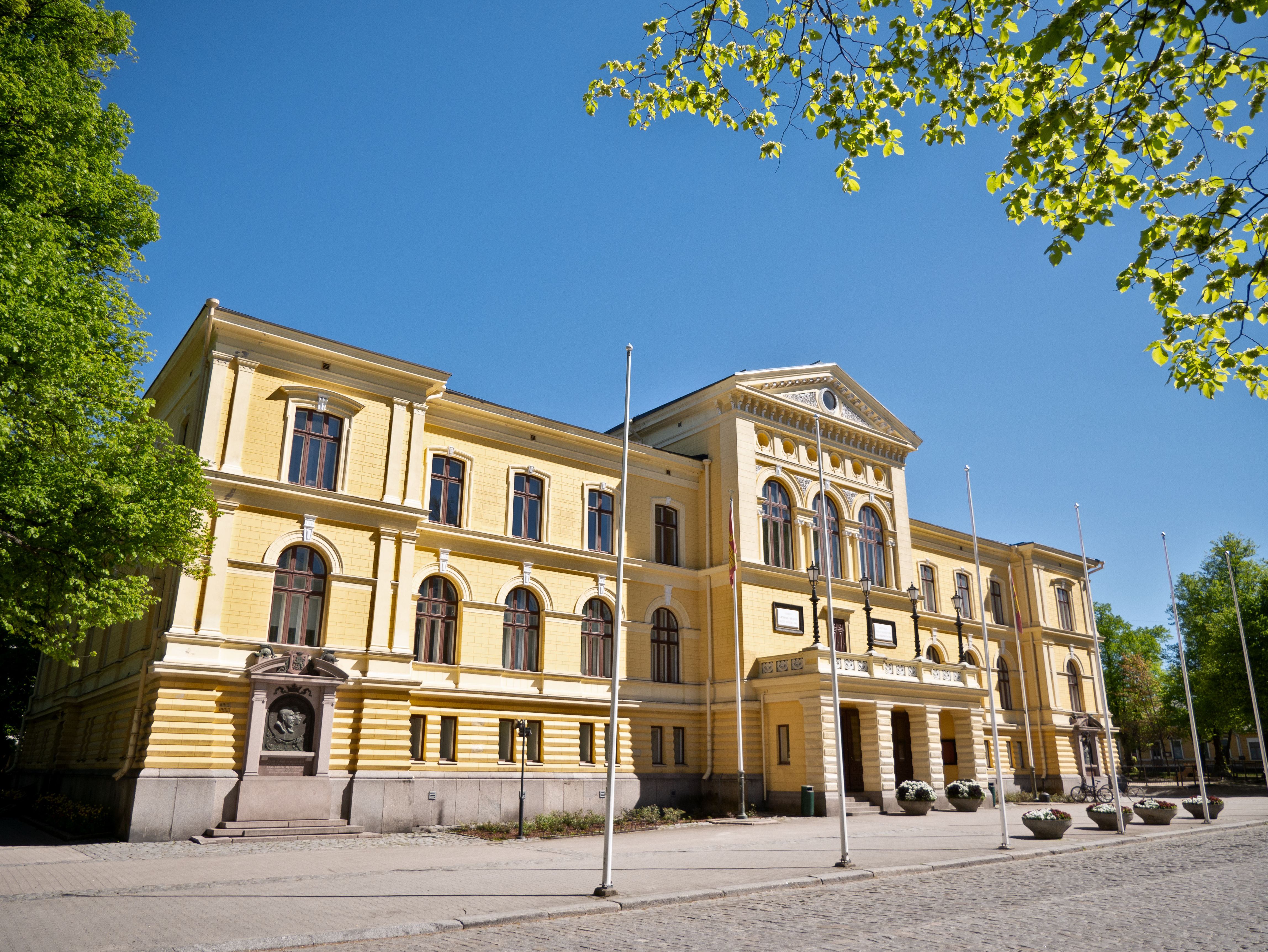
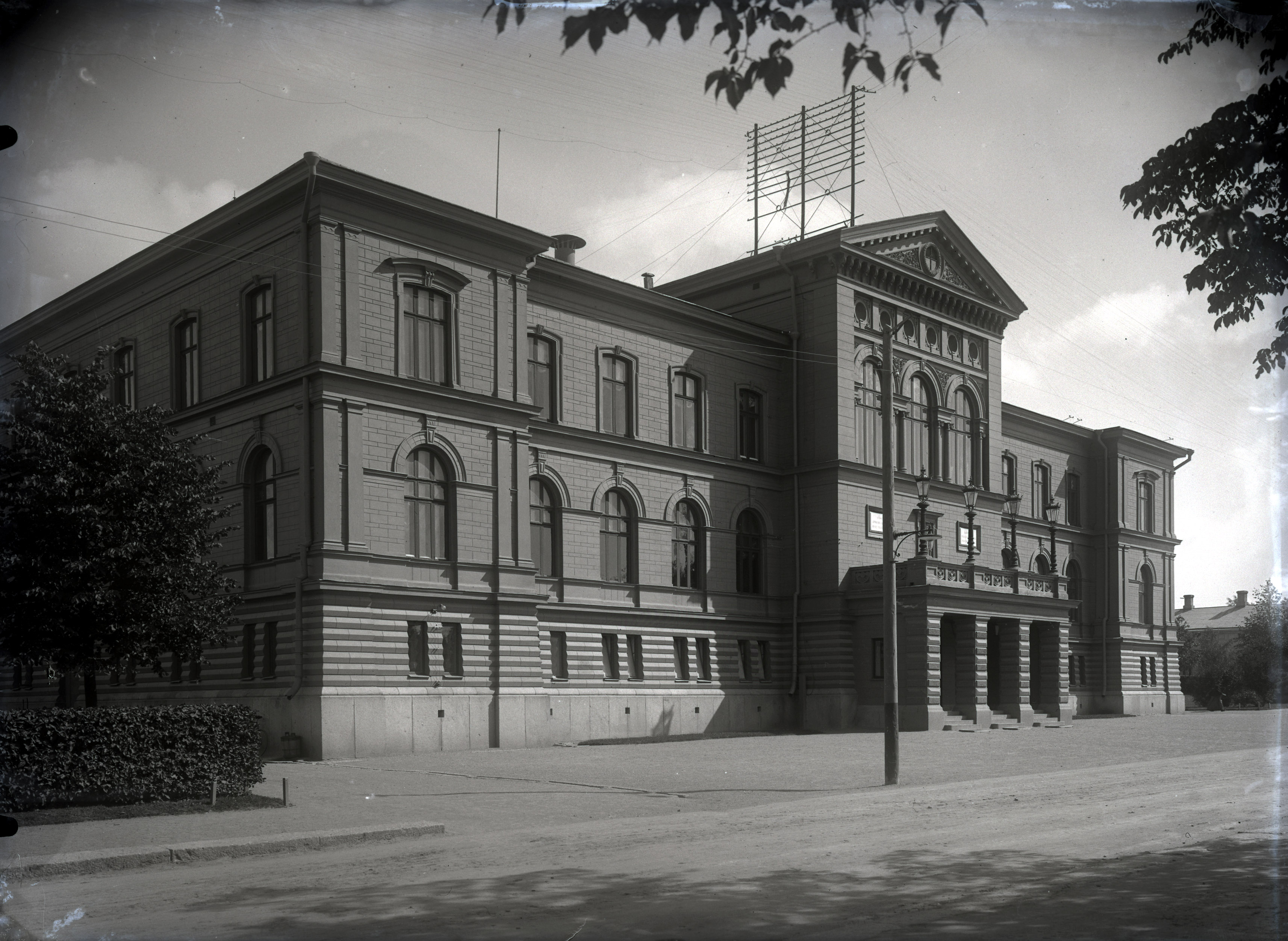
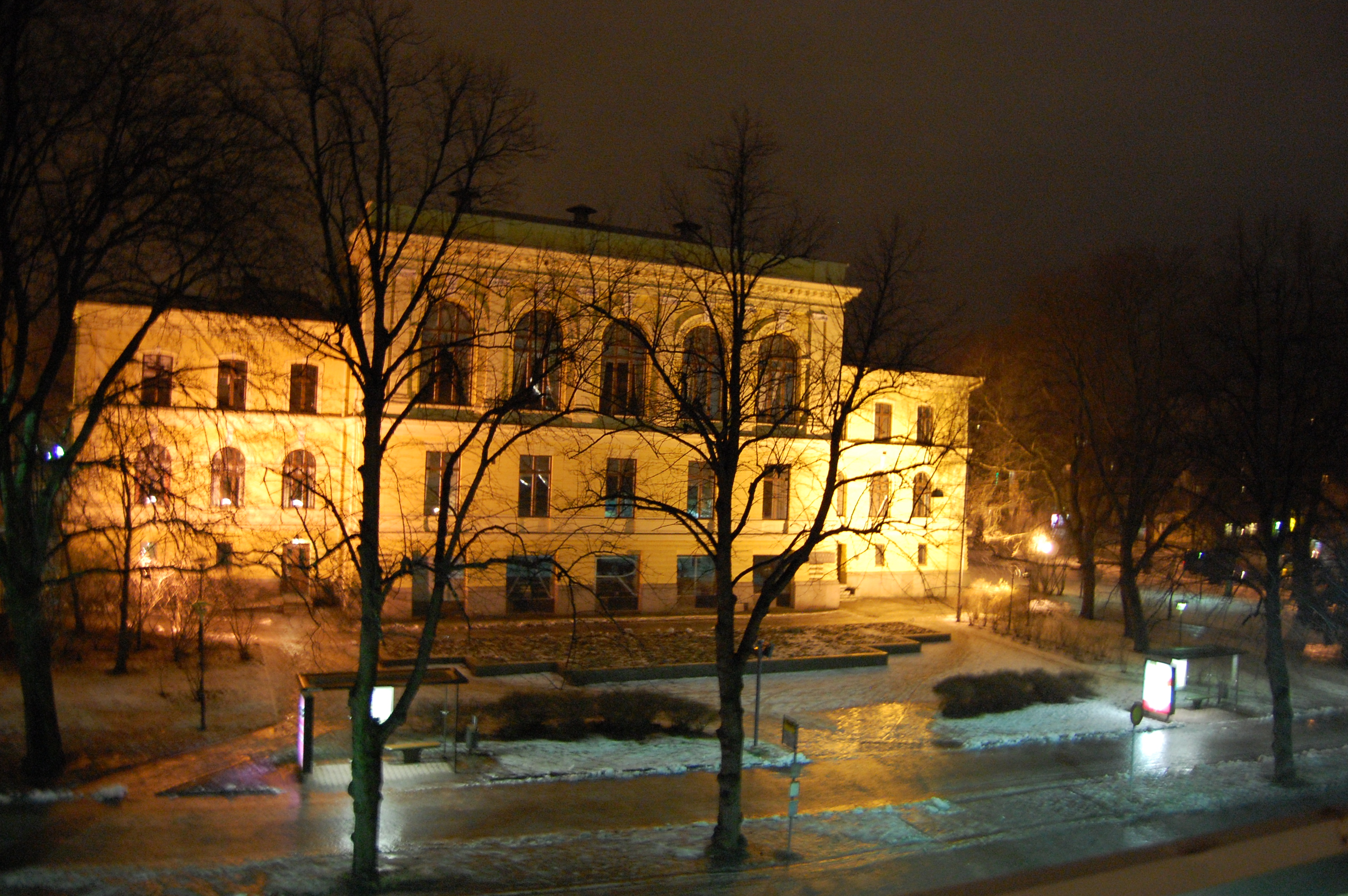